# ناسوشيوبارا (توتشيغي)
مدينة ناسوشيوبارا (بالإنجليزية: Nasushiobara)‏ هي أحد المدن التابعة لمحافظة توتشيغي. تأسست رسميًا في 01/01/2005. ويقدر عدد سكانها بـ 115633 نسمة حسب تقدير مكتب الإحصاء الياباني لعام 2012. تبلغ مساحة ناسوشيوبارا 592.82 كم2. بكثافة سكانية تبلغ 195 نسمة/كم2.

## أعلام
- آية هيراياما